# Vrachtwagenongeval Zuidzijde
Op 27 augustus 2022 reed een vrachtwagen van een dijk in de buurtschap Zuidzijde bij Nieuw-Beijerland in de Nederlandse gemeente Hoeksche Waard (provincie Zuid-Holland). Dit leidde tot een ongeval met meerdere doden en gewonden. 

## Ongeval
Onderaan de dijk werd een buurtfeest met barbecue gehouden van een lokale ijsvereniging. De vrachtwagen van een Spaans bedrijf kwam aangereden over de Zuidzijdsedijk, reed van de dijk af en reed een tent binnen waarin zich de slachtoffers bevonden. Vlak hiervoor stond de vrachtwagen even stil op de T-splitsing tussen de Zuidzijdsedijk en de Langeweg en wilde hij waarschijnlijk daarop afslaan.

## Slachtoffers
Zeven mensen kwamen bij het ongeval om het leven en er vielen zeven gewonden. Een ongeboren kind werd later ook bij de omgekomenen meegerekend.
Omstanders boden eerste hulp voordat de hulpdiensten arriveerden.

## Chauffeur
De Spaanse vrachtwagenchauffeur Juan S., zou een epileptische aanval hebben gehad. Ook zijn er sporen van cocaïne in zijn bloed aangetroffen. Hij moest niet op de Hoeksche Waard zijn maar omdat de Haringvlietbrug was afgesloten moest hij bij Numansdorp de A29 af.